# Rolf Gläser

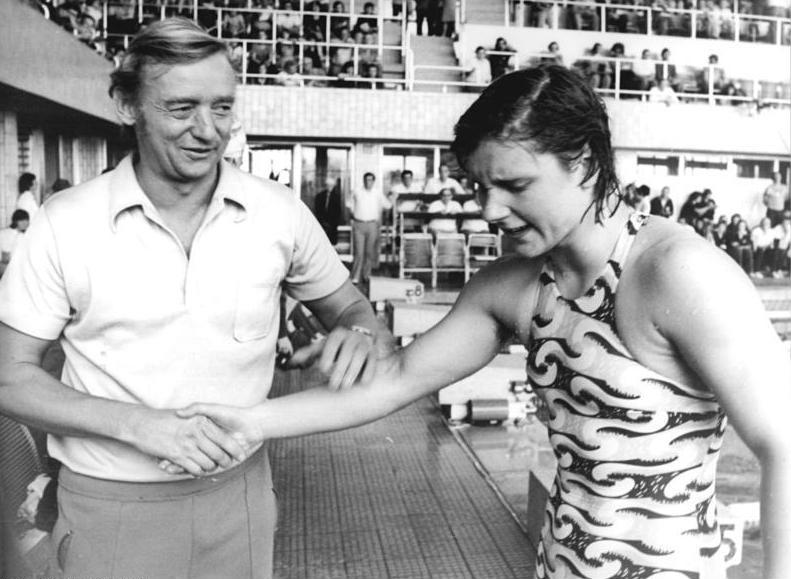
Gläser bei der DDR-Schwimmmeisterschaft 1976 mit Rosemarie Gabriel

Rolf Gläser (* 1940; † 2004) war ein deutscher Schwimmtrainer.

## Leben
Gläser erlernte den Beruf des Werkzeugschlossers. Von 1975 bis 1984 betreute er als Schwimmtrainer den A-Kader des SC Dynamo Berlin. Er nahm als Trainer auch an Olympischen Spielen teil. Im Dezember 1990 berichtete das Hamburger Abendblatt, Gläser habe die Aussage getätigt, in der DDR sei „flächendeckend gedopt“ worden.
Er wurde wegen des Vorwurfs der „Körperverletzung durch Verabreichung von Anabolika“ angeklagt. Im als „Pilotprozess um Doping im DDR-Sport“ bezeichneten Verfahren sagte unter anderem die ehemals von Gläser betreute Schwimmerin Christiane Knacke gegen ihren früheren Trainer aus. Ende August 1998 wurde Gläser vom Berliner Landgericht zu einer Geldstrafe in Höhe von 7200 D-Mark verurteilt. Das Gericht befand ihn der Körperverletzung an minderjährigen Schwimmerinnen für schuldig.
Nach der gesellschaftlichen und politischen Wende in der Deutschen Demokratischen Republik war Gläser ab 1990 in Österreich beim Ersten Linzer Schwimmklub Heindl sowie als Landesverbandstrainer von Oberösterreich tätig.